# Seanhibtavi Seanhibre
Seanhibtavi Seanhibre je bil faraon iz Enajste ali verjetneje iz Dvanajste ali Trinajste egipčanske  dinastije, ki so vladale v Srednjem egipčanskem kraljestvu. Znan je z enega samega napisa na arhitravu grobnice neznanega zasebnika v Ain Šamsu na prostoru nekdanjega Heliopolisa.  Za Seanhibtavi Seanhibreja še vedno ni jasno ali je bil neznan faraon ali samo različica imena nekega drugega, bolj znanega  faraona iz Dvanajste ali Trinajste dinastije.

## Prepoznavanje
Prepoznavanje Seanhibtavi Seanhibreja povzroča egiptologom težave, ker je edini znani vladar s tem imenom v Srednjem kraljestvu. Po slogu sodeč spomenik z njegovim imenom  nedvomno spada v Srednje kraljestvo. Ime lastnika spomenika je poškodovano, ohranjeni ostanki pa kažejo, da bi se lahko imenoval Heni.
Titularij egipčanskih faraonov je bil sestavljen iz pet imen. Na spomenikih sta se najpogosteje omenjala prestolno ime (prenomen) in ime (nomen).  Pomembno je bilo tudi Horovo ime. Seanhibtavi Seanhibre je na spomenikih najpogosteje zapisan s Horovim imenom Seanhibtavi in prestolnim imenom Seanhibre. Takšne kombinacije imen nima noben drug znan faraon. Po podatkih iz leta 2018 je bil edini znani faraon s prestolnim imenom Seanhibre iz tega zgodovinskega obdobja Amenemhet VI. iz zgodnje Trinajste dinastije. Drug faraon z enakim prestolnim imenom, dokazan na Torinskem seznamu kraljev, je iz Štirinajste dinastije in je vladal malo kasneje, vendar zanj ni nobenega primarnega materialnega dokaza.
Arhitrav je neznanega porekla in verjetno izvira iz nedokumentiranega izkopavanja. Prvi egiptolog, ki je komentiral faraonovi imeni, je bil Detlef Franke. Pripisal ga je Amenemhetu VI., s čimer se je egiptolog Kim Ryholt v svoji študiji drugega vmesnega obdobja Egipta strinjal. Z datiranjem in prepoznavanjem se je leta 2005 strinjal tudi Mey Zaki. Egiptolog  William Kelly Simpson  je v nasprotju z njimi arhitrav datiral v pozno Enajsto dinastijo, v vladavino slabo znanega in dokazanega faraona Mentuhotepa IV. Drugi egiptologi, med njimi Alexander Ilin-Tomich, ga na slogovni osnovi datirajo v Dvanajsto dinastijo, morda v njeno zgodnje obdobje, v katerem so vladali Amenemhet I., Senusret I. in Amenemhet  II.
Seanhibtavi Seanhibre je torej ali še nedokazan kratkoživ faraon ali zgodnje ime enega od omenjenih faraonov, preden so ga spremenili v bolj znano ime na drugih spomenikih.